# Рокотушка
Рокотушка — деревня в Новоспасском районе Ульяновской области в составе Новоспасского городского поселения.

## География
Находится на расстоянии примерно 8 километров на северо-запад по прямой от районного центра поселка Новоспасское.

## История
В 1780 году, при создании Симбирского наместничества, деревня Алексеевка Рокотушка тож, при ключе, помещичьих крестьян, вошла в Канадейский уезд.
В 1913 году в деревне было 62 двора, 649 жителей.
В советское время рядом с деревней находился аэродром.

## Население
Население составляло 321 человек (русские 76%) в 2002 году, 285 по переписи 2010 года.

## Известные уроженцы
- Соловьёв, Николай Петрович (полный кавалер ордена Славы).